# Quantity calculus
El quantity calculus (o cálculo de magnitudes)  es el método formal para describir las relaciones matemáticas entre magnitudes físicas abstractas. (Aquí el término cálculo debe ser entendido en un sentido más amplio, como un "sistema de cómputo", más que en el sentido de cálculo diferencial o cálculo integral). Sus raíces se remontan al concepto de análisis dimensional de Fourier (1822).
El axioma básico del quantity calculus es la descripción de Maxwell de una magnitud física, definiéndola como el producto de un "valor numérico" y una "magnitud de referencia" (i.e. una "unidad de magnitud" o una "unidad de medida"). De Boer resumió las reglas de multiplicación, división, suma, asociación y conmutación del quantity calculus, añadiendo que había que llevar a cabo una axiomatización más completa.
Las magnitudes se expresan como productos de un valor numérico con un símbolo de una unidad, por ejemplo "12.7 m". A diferencia de lo que pasa en álgebra, el símbolo de una unidad representa una magnitud medible, tal como por ejemplo el metro, no una  variable algebraica.
Hay que hacer una cuidadosa distinción entre las cantidades abstractas y las magnitudes medibles. Las reglas de multiplicación y división del cálculo de magnitudes se aplican a las unidades SI básicas (que son magnitudes medibles) para poder definir las unidades SI derivadas, incluyendo las unidades derivadas adimensionales, como el radián (rad) y el estereorradián (sr), que son útiles para dar una mayor claridad cuando se utilizan, aunque ambas sean algebraicamente iguales a 1.
Hay desacuerdos empero, sobre si es significativo el hecho de multiplicar o dividir esas unidades de magnitud. Emerson sugiere que si las unidades, de una magnitud determinada, se simplifican algebraicamente, entonces ya no son unidades de esa magnitud. Johansson expone que hay defectos lógicos en la aplicación del método quantity calculus, y que las llamadas magnitudes adimensionales deben ser entendidas como "cantidades sin unidades".
La forma de utilizar el método quantity calculus para la conversión de unidades, así como el seguimiento de las unidades en las manipulaciones algebraicas se explica en el manual  Quantities, Units and Symbols in Physical Chemistry.

## Para saber más
- Organización internacional para Estandarización. ISO 80000-1:2009 magnitudes y Unidades. Parte 1 - General.. ISO. Geneva
- Agencia internacional de Pesos y Medidas (2006), El Sistema Internacional de Unidades (SI) (PDF) (8.º ed.), pp. 131@–35, ISBN 92-822-2213-6
- magnitudes, Unidades y Símbolos en Fisicoquímica, 2.ª edición (1993), Oxford: Blackwell Ciencia. ISBN 0-632-03583-8. p. 3 Versión electrónica.

- Datos: Q7268944